# Lipah Cut
Lipah Cut is een bestuurslaag in het regentschap Bireuen van de provincie Atjeh, Indonesië. Lipah Cut telt 665 inwoners (volkstelling 2010).